# Hermenches
Hermenches es una comuna suiza del cantón de Vaud, situada en el distrito de Broye-Vully. Limita al norte con las comunas de Moudon y Rossenges, al este con Syens y Vucherens, al sur con Ropraz y Corcelles-le-Jorat, y al oeste con Jorat-Menthue.
La comuna hizo parte hasta el 31 de diciembre de 2007 del distrito de Moudon, círculo de Moudon.